# بينوي بوس
بينوي بوس (مواليد 25 نوفمبر 1929) هو ملاكم هندي، مثّل بلاده في الألعاب الأولمبية الصيفية في دورتي 1948 و1952.

## روابط خارجية
بينوي بوس على موقع أوليمبيديا (الإنجليزية)